# Ryan Whitney (Eishockeyspieler)
Ryan Whitney (* 19. Februar 1983 in Scituate, Massachusetts) ist ein ehemaliger US-amerikanischer Eishockeyspieler. Whitney bestritt 519 Spiele in der National Hockey League, vor allem für die Pittsburgh Penguins und die Edmonton Oilers. Mit der Nationalmannschaft der USA gewann er bei den Olympischen Winterspielen 2010 die Silbermedaille.

## Karriere
Nachdem Ryan Whitney verschiedene amerikanische Nachwuchsförderprogramme durchlaufen hatte, spielte er für die Boston University im Ligabetrieb der National Collegiate Athletic Association, bevor er beim NHL Entry Draft 2002 als Fünfter in der ersten Runde von den Penguins ausgewählt (gedraftet) wurde.
Zuerst wurde Whitney in der American Hockey League beim Farmteam der Pittsburgh Penguins, den Wilkes-Barre/Scranton Penguins, eingesetzt, für die er auch in der Lockout-Saison 2004/05 spielte. In der Saison 2005/06 absolvierte er schließlich seine ersten NHL-Einsätze für Pittsburgh, nachdem er für den verletzten Dick Tärnström ins Team gerückt war. Aufgrund seiner guten Leistungen gehörte er auch nach der Wiedergenesung Tärnströms zum Stammpersonal der Penguins. Während der Saison 2006/07 wurde Whitney für das im Rahmenprogramm des 55. NHL All-Star Game stattfindende „Young-Stars-Game“ nominiert, bei dem er in der Startformation des Teams der Eastern Conference auflief. Am 26. Januar 2009 wurde er für Chris Kunitz und Eric Tangradi zu den Anaheim Ducks transferiert. Nur ein Jahr später gaben ihn die Ducks im Tausch gegen Ľubomír Višňovský an die Edmonton Oilers ab.
Nach drei Jahren in Edmonton unterzeichnete Whitney im Oktober 2013 einen Einjahresvertrag bei den Florida Panthers, wurde jedoch bereits einen Monat später auf den Waiver gesetzt und spielte anschließend in der AHL für die San Antonio Rampage.
Nach der Saison 2013/14 verließ er Nordamerika und schloss sich für eine Saison dem HK Sotschi aus der Kontinentalen Hockey-Liga an. Im Juni 2015 wechselte er dann zu MODO Hockey in die Svenska Hockeyligan, absolvierte dort jedoch nur zwei Pflichtspiele, ehe er das Ende seiner aktiven Karriere bekanntgab. Er begründete den Schritt mit anhaltenden gesundheitlichen Problemen, die von einer nie völlig ausgeheilten Knöchelverletzung aus der Saison 2010/11 herrühren. Heute betreibt er mit seinem ehemaligen Mitspieler Paul Bissonnette den Podcast „Spittin’ Chiclets“. Ebenso ist er – unter anderem gemeinsam mit Bissonnette und Keith Yandle – Besitzer der Greensboro Gargoyles aus der ECHL.

### International
Whitney nahm mit dem Team USA an den Olympischen Winterspielen 2010 teil und gewann mit der Mannschaft die Silbermedaille.

## Erfolge und Auszeichnungen
- 2007 Teilnahme am NHL YoungStars Game
- 2010 Silbermedaille bei den Olympischen Winterspielen

## Karrierestatistik

### International
Vertrat die USA bei:
| - World U-17 Hockey Challenge 2000 - U18-Junioren-Weltmeisterschaft 2001 - U20-Junioren-Weltmeisterschaft 2002 | - U20-Junioren-Weltmeisterschaft 2003 - Olympischen Winterspielen 2010 |

(Legende zur Spielerstatistik: Sp oder GP = absolvierte Spiele; T oder G = erzielte Tore; V oder A = erzielte Assists; Pkt oder Pts = erzielte Scorerpunkte; SM oder PIM = erhaltene Strafminuten; +/− = Plus/Minus-Bilanz; PP = erzielte Überzahltore; SH = erzielte Unterzahltore; GW = erzielte Siegtore; 1 Play-downs/Relegation; Kursiv: Statistik nicht vollständig)